# Daniel Zohary
Daniel Zohary est un botaniste israélien né le 24 avril 1926 à Jérusalem, et mort le 16 décembre 2016. Il est spécialiste en botanique économique.

## Publications

### Livres
- (en) Daniel Zohary, Maria Hopf et Ehud Weiss, Domestication of Plants in the Old World : The Origin and Spread of Domesticated Plants in Southwest Asia, Europe, and the Mediterranean Basin, Oxford University Press on Demand, 2012, 243 p. (ISBN 978-0-19-954906-1 et 0199549060, lire en ligne).
- Daniel Zohary, Maria Hopf et Ehud Weiss, La domestication des plantes. Traduction, introduction et compléments par Michel Chauvet, Arles, Actes Sud, 2018, 330 p. (ISBN 978-2-330-06643-7).

### Articles
- (en) Ehud Weiss et Daniel Zohary, « The Neolithic Southwest Asian founder crops : their biology and archaeobotany », Current anthropology: A world journal of the sciences of man, Chicago, Chicago university press, no Extra 4,‎ 2011, p. 237-254 (ISSN 0011-3204)
- (en) Ehud Weiss et Daniel Zohary, « The beginnings of agriculture in China : a multiregional view », Current anthropology: A world journal of the sciences of man, Chicago, Chicago university press, no Extra 4,‎ 2011, p. 273-306 (ISSN 0011-3204)
- (en) Daniel Zohary, « Unconscious selection and the evolution of domesticated Plants », Economic Botany, vol. 58, no 1,‎ mars 2004, p. 5–10 (DOI 10.1663/0013-0001(2004)058[0005usateo]2.0.co;2).
- (en) Daniel Zohary, « Speciation patterns in predominately self-pollinated mediterranean annuals. », Lagascalia, vol. 19, nos 1-2,‎ 1997, p. 283-288 (ISSN 0210-7708, lire en ligne).